# Melanotrofe cel
Melanotrofe cellen zijn neuro-endocriene cellen die voorkomen in de middenkwab (pars intermedia) van de hypofyse, Ze produceren melanocyt-stimulerende hormonen (MSH) en andere peptiden door de posttranslationele modificatie van pro-opiomelanocortine (POMC).
Chronische stress kan de afscheiding van α-MSH in melanotrofe cellen induceren en leiden tot hun daaropvolgende degeneratie.

## Melanotrofe cellen bij de gewone dolfijn

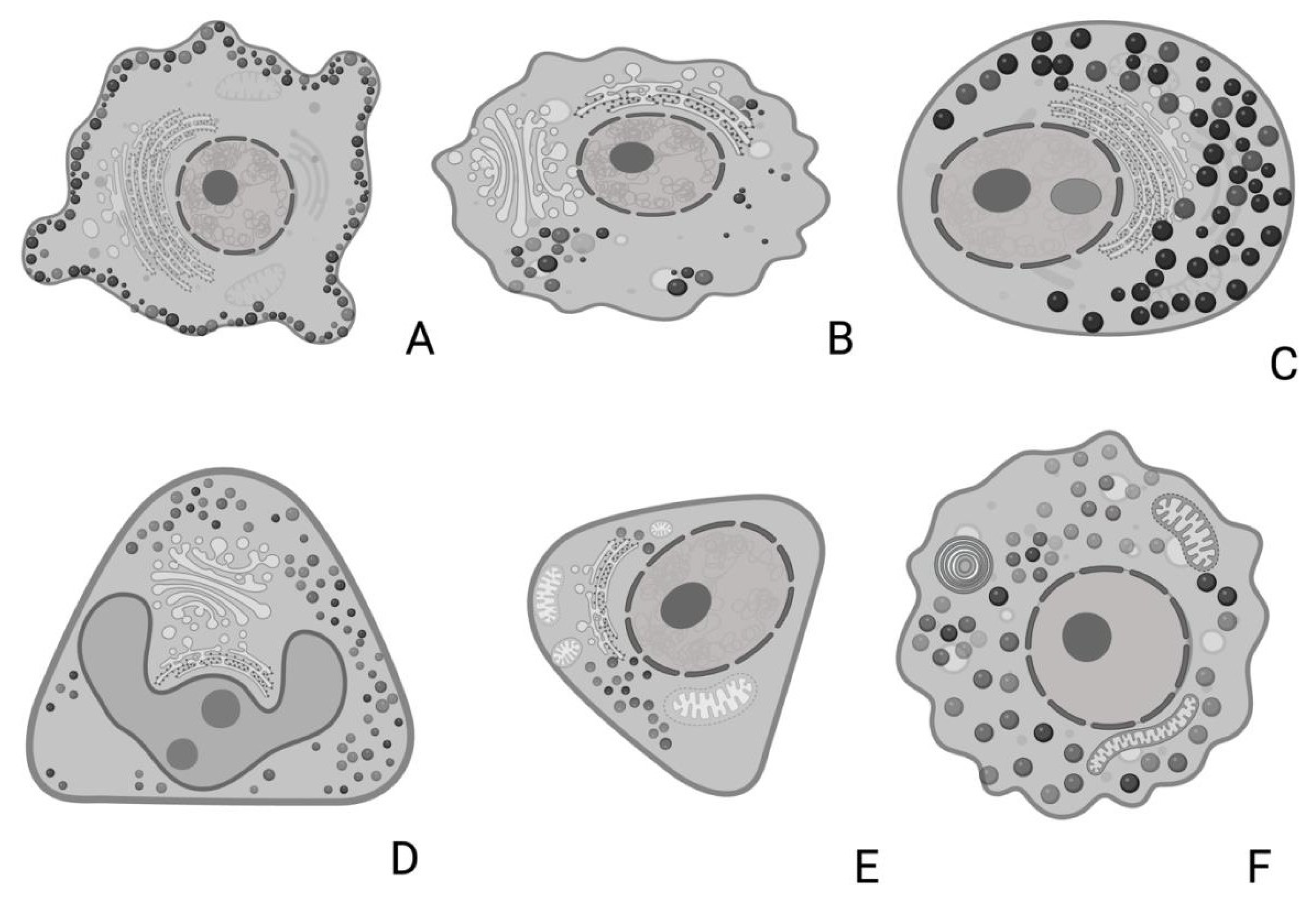
F: melanotrofe cel bij de gewone dolfijn. C: somatotrofe cel

Bij onderzoek van melanotrofe cellen bij de gewone dolfijn werd het volgende waargenomen.

Melanotrofe cellen werden bij de gewone dolfijn waargenomen in een mozaïekachtige rangschikking, georganiseerd in celstrengen, of verspreid door de klier in combinatie met andere celtypen. De mozaïekachtige rangschikking werd vaker aangetroffen in het dorsale deel van de klier, waar de cellen in contact stonden met het hard hersenvlies en capsulaire cellen. Capsulaire cellen zijn niet-granulaire cellen die leken op folliculaire cellen, maar duidelijke ultrastructurele kenmerken vertoonden. Deze cellen bevonden zich extern en vormden een enkele laag rond de hypofyse, verbonden door desmosomale verbindingen. Hun morfologie was vergelijkbaar met die van folliculaire cellen en hun uitsteeksels strekten zich uit in de richting van het zakje van Rathke. Het waren kleine, bolvormige tot ovaalvormige cellen met onregelmatige centrale kernen.
Melanotrofen bevatten talrijke mitochondriën verspreid over het cytoplasma. Sommige vertoonden lamellaire structuren, terwijl andere grote verwijdingen van de mitochondriale cristae vertoonden, waardoor ze zeer pleomorf waren. Deze cellen bevatten ook talrijke ribosomen en schaarse RER-cisternae, maar vertoonden een significante ontwikkeling van het golgicomplex. Naast hun secretoire granula bevatten MSH-producerende cellen grote, geïsoleerde lysosomen met een hoge elektronendichtheid. De aanwezigheid van autofagosomen, die vaak verschijnen als myelinefiguren, was een veelvoorkomend ultrastructureel kenmerk.
|  |  |